# Gil Parrondo
Gil Parrondo y Rico-Villademoros, más conocido como Gil Parrondo (Luarca, Asturias; 17 de junio de 1921-Madrid, 24 de diciembre de 2016) fue un director artístico español.

## Trayectoria
Estudió pintura y arquitectura en la Real Academia de Bellas Artes de San Fernando a la vez que crecía su afición por el cine y su interés por los decorados. 
Comenzó a trabajar en 1939 como ayudante de decoración en películas dirigidas por Eduardo García Maroto y Florián Rey. Posteriormente se unió a Sigfrido Burmann y participó en varias producciones históricas de Cifesa como Locura de amor o Alba de América, hasta que en 1951 asumió la dirección artística de la película Día tras día, de Antonio del Amo.
Inició así una etapa prolífica en la que su principal colaborador es Luis Pérez Espinosa. Consiguió su primer premio, otorgado por el Círculo de Escritores Cinematográficos en 1953, por su labor en Jeromín, de Luis Lucia. También intervino en Felices pascuas, de Juan Antonio Bardem; Fedra, de Manuel Mur Oti y Mr. Arkadin, de Orson Welles. 
Luego accedió a las coproducciones estadounidenses que se ruedan en España: Alejandro Magno, de Robert Rossen y Orgullo y pasión, de Stanley Kramer; y seguidamente a las grandes producciones de Samuel Bronston: 55 días en Pekín y Rey de reyes, de Nicholas Ray; El Cid y La caída del Imperio Romano, de Anthony Mann y El fabuloso mundo del circo, de Henry Hathaway, en las que el departamento de arte adquirió una relevancia inusitada. 
Colaboró en Espartaco, Lawrence de Arabia y Doctor Zhivago y en 1970 y 1971 obtuvo sendos Óscar de Hollywood por la decoración de Patton y Nicolás y Alejandra, dirigidas por Franklin Schaffner. En 1972 logró una tercera nominación por Viajes con mi tía, de George Cukor. 
El director José Luis Garci le encargó la dirección artística de casi todas sus películas desde Volver a empezar (1982), consiguiendo cuatro Premios Goya de un total de ocho candidaturas. 
Otros trabajos destacados fueron: El viento y el león, de John Milius; Robin y Marian, de Richard Lester; Los niños del Brasil, de Schaffner; Bearn o La sala de las muñecas y Las bicicletas son para el verano, de Jaime Chávarri; Werther y Tu nombre envenena mis sueños, de Pilar Miró. 
Su amplia trayectoria incluyó series de televisión como Los desastres de la guerra, de Mario Camus; Anillos de oro, de Pedro Masó y La Regenta, de Fernando Méndez-Leite.
En teatro fue responsable de la escenografía, entre otras obras, de Arsénico y encaje antiguo (1987), Tres sombreros de copa (1992) y Traidor, inconfeso y mártir (1993), ambas en el Teatro Español de Madrid.
Falleció el 24 de diciembre de 2016 y sus cenizas reposan en el cementerio de su natal Luarca.

## Premios y candidaturas
Premios Óscar
| Año  | Categoría               | Película            | Resultado |
| ---- | ----------------------- | ------------------- | --------- |
| 1970 | Mejor dirección de arte | Patton              | Ganador   |
| 1972 | Mejor dirección de arte | Nicolás y Alejandra | Ganador   |
| 1973 | Mejor dirección de arte | Viajes con mi tía   | Nominado  |

Premios Goya
| Año  | Categoría                 | Película                                  | Resultado |
| ---- | ------------------------- | ----------------------------------------- | --------- |
| 1994 | Mejor dirección artística | Canción de cuna                           | Ganador   |
| 1998 | Mejor dirección artística | El abuelo                                 | Nominado  |
| 2000 | Mejor dirección artística | You're the One (una historia de entonces) | Ganador   |
| 2002 | Mejor dirección artística | Historia de un beso                       | Nominado  |
| 2004 | Mejor dirección artística | Tiovivo c. 1950                           | Ganador   |
| 2005 | Mejor dirección artística | Ninette                                   | Ganador   |
| 2007 | Mejor dirección artística | Luz de domingo                            | Nominado  |
| 2008 | Mejor dirección artística | Sangre de mayo                            | Nominado  |

Medallas del Círculo de Escritores Cinematográficos
| Categoría         | Año  | Película                                 | Resultado |
| ----------------- | ---- | ---------------------------------------- | --------- |
| Mejores decorados | 1966 | El fantástico mundo del doctor Coppelius | Ganador   |
| Mejor decoración  | 1983 | Bearn o La sala de las muñecas           | Ganador   |

Otros premios

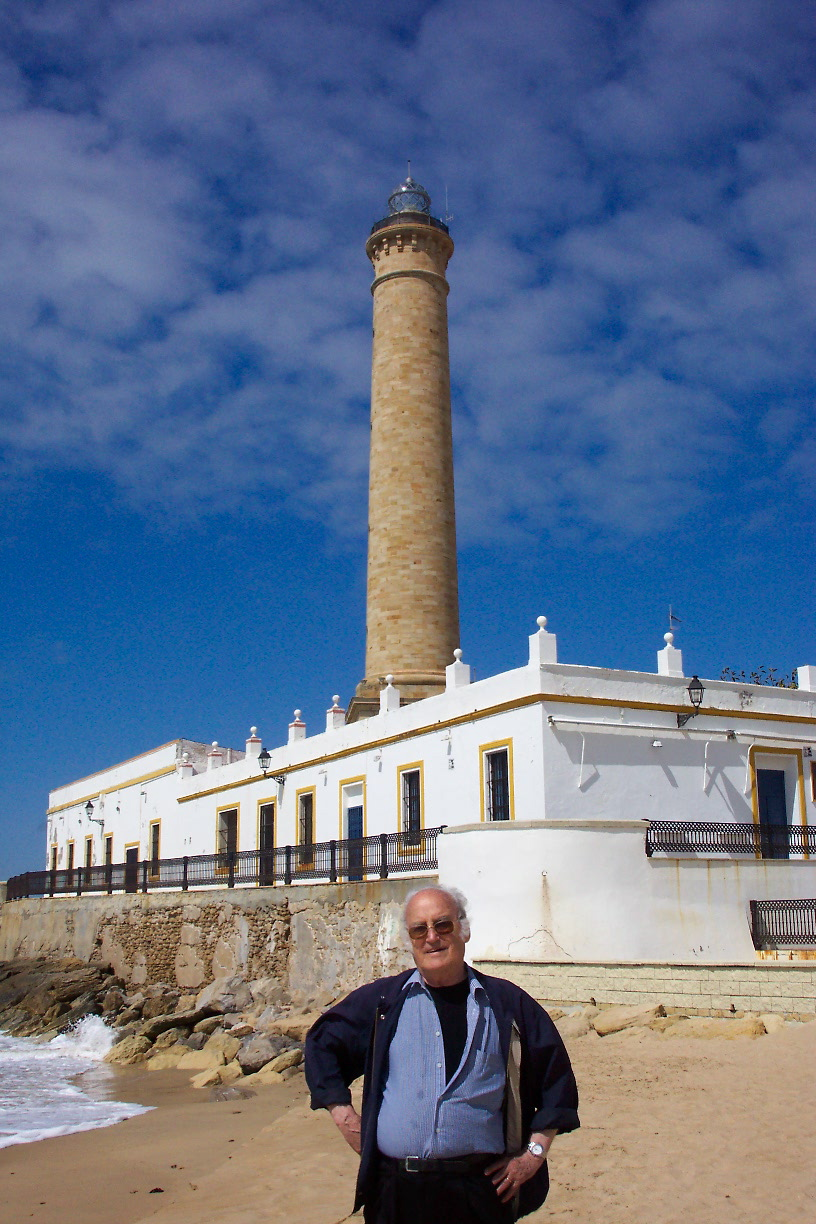
El Director de arte Gil Parrondo durante una búsqueda de localizaciones, en la playa de Chipiona, Cádiz, 2004.

- Premio del Sindicato Nacional del Espectáculo por El fantástico mundo del Doctor Coppelius y Pampa salvaje (1967).

- Medalla de Oro al Mérito en las Bellas Artes (1983).

- Medalla de Oro de la Academia de las Artes y las Ciencias Cinematográficas de España (1999).

- Premio Almería, tierra de cine (1997) y Medalla de Oro de la provincia de Almería (2009).

- Caballero Gran Cruz de la Orden de Alfonso X el Sabio [a título póstumo] (27/01/2017).[12][13]